# MTX2
MTX2 (англ. Metaxin 2) – білок, який кодується однойменним геном, розташованим у людей на 2-й хромосомі. Довжина поліпептидного ланцюга білка становить 263 амінокислот, а молекулярна маса — 29 763.
| 10         |  | 20         |  | 30         |  | 40         |  | 50         |
| ---------- |  | ---------- |  | ---------- |  | ---------- |  | ---------- |
| MSLVAEAFVS |  | QIAAAEPWPE |  | NATLYQQLKG |  | EQILLSDNAA |  | SLAVQAFLQM |
| CNLPIKVVCR |  | ANAEYMSPSG |  | KVPFIHVGNQ |  | VVSELGPIVQ |  | FVKAKGHSLS |
| DGLEEVQKAE |  | MKAYMELVNN |  | MLLTAELYLQ |  | WCDEATVGEI |  | THARYGSPYP |
| WPLNHILAYQ |  | KQWEVKRKMK |  | AIGWGKKTLD |  | QVLEDVDQCC |  | QALSQRLGTQ |
| PYFFNKQPTE |  | LDALVFGHLY |  | TILTTQLTND |  | ELSEKVKNYS |  | NLLAFCRRIE |
| QHYFEDRGKG |  | RLS        |  |            |  |            |  |            |

A: Аланін

C: Цистеїн

D: Аспарагінова кислота

E: Глутамінова кислота

F: Фенілаланін

G: Гліцин

H: Гістидин

I: Ізолейцин

K: Лізин

L: Лейцин

M: Метіонін

N: Аспарагін

P: Пролін

Q: Глутамін

R: Аргінін

S: Серин

T: Треонін

V: Валін

W: Триптофан

Задіяний у таких біологічних процесах, як транспорт, транспорт білків, ацетилювання, альтернативний сплайсинг. 
Локалізований у мембрані, мітохондрії, зовнішній мембрані мітохондрій.